# Erfverbond
Een erfverbond, erfverdrag of erfvereniging is een verdrag waarin families van hoge adel vastleggen dat hun domeinen bij het uitsterven van een tak van de familie binnen de kring van erfgenamen van de verdragspartijen vererven en niet aan derden kunnen toevallen. Een bekend voorbeeld is de Erneuerte Nassauische Erbverein uit 1783 die in 1890 regelde dat Luxemburg aan de Hertog van Nassau viel. Ook de Ernestijnen sloten een dergelijk verbond.